# Papa Nicolae al V-lea
Papa Nicolae al V-lea (n. 15 noiembrie 1397, Sarzana, Liguria, Italia – d. 24 martie 1455, Roma, Statele Papale) a fost  Papă al Romei în perioada 6 martie 1447 - 24 martie 1455. Papa Nicolae al V-lea s-a născut cu numele de Tommaso Parentucelli. Pontificatul său a fost marcat de evenimente dramatice, dintre care cel mai important este Căderea Constantinopolului. El este ultimul papă cu numele de Nicolae .

## Biografie
S-a născut în Italia, la Sarzana, și s-a numit inițial Tomaso Parentucelli. A studiat la Bologna și Florența. În anul 1422 obține diploma de teologie. Episcopul Niccolò Albergati a fost atât de încântat de capacitățile sale încât l-a trimis într-un turneu de studiu în Germania, Franța și Anglia. 
În Germania a asistat la reuniunile Conciliului de la Basel dintre anii 1431-1439. Întors în Italia, în anul 1444, a participat la Conciliul de la Florența. În anul 1446, a fost chemat la Roma, unde  Papa Eugen al IV-lea l-a ridicat la rangul de cardinal. În anul următor, după moartea papei Eugen, Tomaso a fost ales ca papă, luându-și numele de Nicolae al V-lea.
Cei opt ani ai săi de pontificat sunt importanți în istoria politică, științifică și literară a lumii. Singurul eveniment care i-a întunecat pontificatul a fost Căderea Constantinopolului și a Imperiului Bizantin sub presiunile armatelor otomane conduse de sultanul Mahomed al II-lea.
În anii următori a încercat să lanseze o cruciadă împotriva otomanilor, dar a fost fără succes. În final, în ultimele clipe ale pontificatului său, observă că vechea Catedrală a Sfântului Petru din Roma, construită în secolul al IV-lea d.Hr de către Constantin cel Mare, era într-o stare jalnică, așa că decide demolarea Colosseumului și folosirea materialului din el pentru a repara catedrala, dar moare în anul 1455 și nu reușește să-și ducă planul la bun sfârșit.